# Jüri Kukk
Jüri Kukk (* 1. Mai 1940 in Pärnu, Estland; † 27. März 1981 in Wologda, Sowjetunion) war ein estnischer Chemiker, Hochschullehrer und prominenter sowjetischer Dissident.
Als überzeugter Verfechter der Unabhängigkeit Estlands setzte er sich offen gegen die sowjetische Besatzung des Baltikums und für Menschenrechte ein. Kukk wurde vom KGB verhaftet, inhaftiert und starb 1981 unter bis heute ungeklärten Umständen in sowjetischer Haft – mutmaßlich infolge von Misshandlungen und Vernachlässigung.

## Leben und Wirken

### Ausbildung und wissenschaftliche Karriere
Jüri Kukk wurde als Sohn von Albert Elmar Kukk (1908–1989) und dessen Frau Meeta im Nordwesten Estlands geboren. Nach dem Schulbesuch in Mõisaküla und Obja schloss Kukk seine Schulausbildung 1958 ab.
Er studierte bis 1963 Chemie an der Staatlichen Universität Tartu und leistet anschließend seinen Wehrdienst in den sowjetischen Streitkräften in der Turkmenischen SSR. 1965 kehrte er nach Tartu zurück. Kukk promovierte dort 1972 im Bereich Elektrochemie. Kukk war mehrere Jahre als Forscher und Dozent an der Universität in Tartu tätig, ab 1974 in der Funktion eines Dozenten für anorganische Chemie.
1975/76 arbeitete er im Rahmen eines sowjetisch-französischen akademischen Austauschprogramms in Frankreich an einer Einrichtung des Centre national de la recherche scientifique (CNRS) in Meudon, wo er mit westlichen Wissenschaftlern in Kontakt kam. Diese Zeit prägte Kukk stark und förderte seine kritische Haltung gegenüber dem sowjetischen System.

### Dissidententätigkeit
Kukk war 1965 der Kommunistischen Partei der Sowjetunion beigetreten. Nach seinem Frankreich-Aufenthalt verließ er die Partei 1978 aus Protest gegen die sowjetische Politik, insbesondere die Repressionen in den baltischen Staaten. Am 20. September 1979 wurde er auf Betreiben des KGB der Universität verwiesen und verlor seine Arbeit.
Kukk protestierte weiter öffentlich. Er unterzeichnete mehrere Erklärungen zur Unterstützung baltischer Dissidenten und protestierte 1980 öffentlich gegen den Einmarsch sowjetischer Truppen in Afghanistan.
Mit Blick auf die Olympischen Sommerspiele 1980 in Moskau und den olympischen Segelwettbewerben in Tallinn wandte er sich auch an das Internationale Olympische Komitee und protestierte im selben Jahr gegen die Verbannung des Dissidenten Andrei Sacharow.
Gleichzeitig nahm Kukk Kontakt zu in Moskau akkreditierten westlichen Journalisten auf und versorgte sie mit Informationen über die Lage in der Estnischen SSR.
1980 reichte Kukk offiziell den Antrag ein, die sowjetische Staatsbürgerschaft aufzugeben und mit seiner Familie nach Frankreich auszureisen.

### Verhaftung und Tod
Am 13. März 1980 wurde Kukk in Tartu vom KGB verhaftet. Ihm wurde „antisowjetische Agitation und Propaganda“ vorgeworfen. Sein Weg führte zunächst durch die sowjetische Psychiatrie. Nach „Untersuchungen“ in der Leningrader Psychiatrie Nr. 5 und im berüchtigten Moskauer Serbski-Institut wurde er zunächst als geistig unzurechnungsfähig bezeichnet und immer wieder misshandelt.
Im Januar 1981 fand in Tallinn ein politischer Schauprozess gegen Jüri Kukk und den Mitangeklagten estnischen Dissidenten Mart-Olav Niklus statt. Beide verweigerten aus Protest die aktive Teilnahme an der Verhandlung.
Am 8. Januar 1981 verurteilte ihn das Oberste Gericht der Estnischen SSR zu zwei Jahren Freiheitsentzug. Kukk trat wiederholt in den Hungerstreik. Nach der Verurteilung wurde der schwer geschwächte Kukk Anfang März 1981 in ein Arbeitslager ins Innere Russlands nach Wologda überführt. Menschenrechtsorganisationen wie Amnesty International nahmen sich seines Falls an. Kukk trat im Gefängnis in den Hungerstreik und wurde Berichten zufolge misshandelt. Am 27. März 1981 starb er im Gefängniskrankenhaus von Wologda. Der genaue Todeshergang blieb ungeklärt.

### Rezeption
Kukks Tod löste unmittelbar nach seinem Tod eine Protestwelle unter estnischen Intellektuellen und Bürgern aus. Jüri Kukk gilt in Estland als Symbolfigur des gewaltlosen Widerstands gegen die sowjetische Besatzung. Nach Wiedererlangung der Unabhängigkeit wurde sein Andenken in Estland offiziell gewürdigt. Internationale Gedenkinitiativen, unter anderem in Frankreich, setzen sich ebenfalls für die Erinnerung an sein Leben ein.
Mit dem sich abzeichnenden Zusammenbruchs der Sowjetunion wurden Kukks sterbliche Überreste Ende 1989 nach Estland überführt. Er liegt heute auf dem Friedhof von Halliste begraben.

## Familie
Jüri Kukk war verheiratet mit Silvi Kukk und hatte zwei Kinder.